# Gerry (film, 2002)
Cet article concerne le film de Gus Van Sant. Pour le film d'Alain Desrochers, voir Gerry (film, 2011).
Pour les articles homonymes, voir Gerry.
Pour plus de détails, voir Fiche technique et Distribution.
Gerry est un film américano-argentino-jordanien réalisé par Gus Van Sant et sorti en 2002.

## Synopsis
Deux jeunes hommes nommés tous les deux Gerry s’enfoncent dans le désert californien, tout d’abord en voiture puis à pied. Au fur et à mesure que se poursuit leur errance et que s’amenuise l’espoir de retrouver leur chemin, leur amitié subit les premières difficultés...

## Fiche technique
- Titre français : Gerry
- Réalisation : Gus Van Sant
- Scénario : Casey Affleck, Matt Damon, Gus Van Sant
- Musique : Arvo Pärt (Für Alina et Spiegel im Spiegel, tirés de l'album Alina)
- Directeur de la photographie : Harris Savides
- Montage : Casey Affleck, Matt Damon, Gus Van Sant
- Pays d'origine :  États-Unis,  Argentine,  Jordanie
- Sociétés de production : My Cactus (États-Unis), Altara Films (Argentine), International Traders (Jordanie), Epsilon Motion Pictures (Suisse)
- Producteurs : Dany Wolf, Jay Hernandez
- Format : Couleurs par Technicolor — 2.35:1 J-D-C Scope — Son Dolby Digital — 35 mm
- Genre : Drame
- Durée : 103 minutes
- Dates de sortie : 
  - 12 janvier 2002 au Festival du film de Sundance de Park City et Salt Lake City dans l'Utah  États-Unis
  - 4 août 2002 au Festival international du film de Locarno en  Suisse
  - 16 avril 2003 au Festival international du cinéma indépendant de Buenos Aires en Argentine
  - 3 mars 2004 en  France
- Tous publics

## Distribution
- Casey Affleck : Gerry
- Matt Damon : Gerry

## Récompenses
- Prix des critiques de film new-yorkais
- Prix au Festival international du film de Toronto

## Autour du film
- Tout comme Gus Van Sant le fera pour son film suivant (Elephant), le scénario est inspiré d’un fait divers (en) : deux jeunes gens égarés dans le désert dont un seul sortit vivant.
- Matt Damon et Casey Affleck ont participé à l'écriture du film au fur et à mesure du tournage.
- Pour accompagner la traversée des deux personnages, le réalisateur a choisi deux partitions d'Arvo Pärt, Für Alina et Spiegel im Spiegel.
- L'équipe de Gerry est d'abord partie filmer en Argentine, mais, en raison du froid, elle a dû retourner aux États-Unis. Étant donné que les scènes ont été tournées par ordre chronologique, le début du film se déroule en Argentine, et la suite dans le désert californien.
- Le film Daft Punk's Electroma du groupe français Daft Punk fait référence à Gerry tant dans l'utilisation de la voiture que du décor désertique.